# Ouni

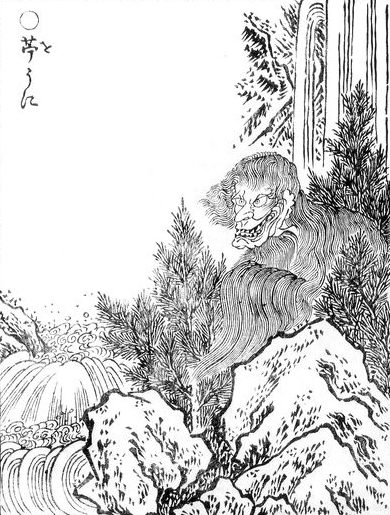
Eine Ouni, wie sie in Sekiens Gazu Hyakki Yagyō erscheint.

Ouni (苧うに; „Ramienhaar“), auch Wauwau (わうわう; ein Geräuschwort) genannt, ist der Name eines fiktiven Wesens der japanischen Folklore. Sie gehört zur Gruppe der Yōkai (妖怪; „Dämonen“) und gilt als „verrückt, aber ansonsten harmlos“.

## Beschreibung
Die Ouni wird in den wenigen Überlieferungen als zierliche, leicht bucklige alte Frau mit grünlichem Haar beschrieben, das ihr bis zu den Füßen reichen soll. Sie steige gelegentlich aus den Bergen herab und gehe in verschlafenen Dörfchen um, um fleißigen Frauen beim Garnspinnen zu helfen. Dabei wolle sie aber auf keinen Fall gestört werden, deswegen komme sie für gewöhnlich nur nachts vorbei. Andere Anekdoten erzählen, sie verabscheue es, wenn man ihr dankend folgen wolle: dann würde sie sich in ein Gebüsch aus Ramie-Nesseln verwandeln und ihre Verfolger (oder neugierige Passanten) mit einem lauten „Buh!“ erschrecken.

## Hintergrund
Das japanische Wort Ōu (苧) beschreibt die Ramie (Boehmeria nivea), die in Japan seit tausenden von Jahren als Faser- und Gemüsepflanze genutzt wird. Der Name der Ouni ist ein Kofferwort aus Ōu (für die Ramie) und Ūmi für „Seeigel“, Letzteres bezieht sich wohl auf ihre teils stacheligen Haare. Die Herkunft des alternativen Namens Wauwau (わうわう) bleibt rätselhaft: obwohl schon seit dem späten 18. Jahrhundert überliefert, wird in der antiken Literatur keinerlei Erklärung für das Wort angegeben. Die Ouni ist ein besonders geheimnisvoller Yōkai, weil sie zwar in vielen historischen Kunstwerken, Bilderrollen und Büchern seit der frühen Edo-Zeit abgebildet ist. Doch dort erscheint nur ihr Kopf und nie ist ein detaillierter Begleittext beigefügt. Aus der Heisei-Zeit stammt die einzige bekannte Anekdote, die ihre Gestalt und ihr Verhalten beschreibt. Sehr bekannt sind die Darstellungen im Gazu Hyakki Yagyō (画図百鬼夜行; „Bilderbuch der Nachtparade der 100 Dämonen“) von Toriyama Sekien aus dem Jahr 1776, im Gazu Hyakki Zukan (百怪図巻; „Bilderrolle der hundert Monster“) des Zeichners und Autors Sawaki Sūshi aus dem Jahr 1737 und im Bakemono-no-ē (化物之繪; „Bilderrolle der seltsamen Kreaturen“), eine Bilderrolle, die um 1700 angefertigt wurde und deren Künstler unbekannt ist.